# Historia temprana del capital privado
La historia temprana del capital privado se refiere a uno de los periodos importantes en la historia del mercado de capitales y las inversiones de riesgo. Dentro de la industria más amplia de las inversiones de capital, dos sub-industrias distintas, compras apalancadas y capital de riesgo, han experimentado un crecimiento paralelo a pesar de estar en pistas interrelacionadas.
Los orígenes de la industria de la inversión de capital moderna se remontan a 1946 con la formación de las primeras firmas de capital de riesgo. El período de 35 años desde 1946 hasta fines de los setenta estuvo caracterizado por volúmenes relativamente pequeños de inversión de riesgo privado, organizaciones de inversión rudimentarias y conocimiento limitado de la industria de inversiones de capital.

## Pre-Historia
Los inversores han ido adquiriendo negocios y haciendo inversiones de capital en compañías privadas  desde el albor de la revolución industrial. Banqueros Comerciales en Londres y París financiaron intereses industriales en los años 1850; notablemente Crédit Mobilier, fundado en 1854 por Jacob e Isaac Pereire, quien junto con Jay Cooke, basado en Nueva York, financiaron el Ferrocarril Transcontinental  de los Estados Unidos. Jay Gould también adquirió, fusionó, y organizó ferrocarriles y compañías de telégrafo en la segunda mitad del siglo XIX, incluyendo Western Union, Erie Railroad, Unión Pacific y Misuri Pacific Railroad.
Más tarde, J. P. Morgan & Co.. de J. Pierpont Morgan, financiaría ferrocarriles y otras compañías industriales a través de los Estados Unidos. En ciertos aspectos, adquisición por parte de J. Pierpont Morgan en 1901 de la Compañía de Acero Carnegie de Andrew Carnegie y Henry Phipps por 480 millones de dólares representa la primera adquisición verdaderamente importante como se conciben hoy en día.
Debido a las restricciones estructurales impuestas a los bancos americanos bajo el la ley Glass–Steagall y otras regulaciones de la década de 1930, no había una industria de banca comercial privada en los Estados Unidos, una situación que era excepcional en los países desarrollados. Fue sólo en la década de 1980, cuando Lester Thurow, un economista notable, criticó la incapacidad del marco de regulación financiera en los Estados Unidos para apoyar bancos comerciales. Los bancos de inversión de los EE. UU. estaban limitados principalmente a la asesoría, manejo de fusiones y adquisiciones y colocaciones de capital y bonos de deuda. Los bancos de inversión más tarde se introducirían en este espacio, aunque mucho tiempo después que las empresas independientes estuviesen ya bien establecidas.
Con pocas excepciones, el capital privado en la primera mitad del siglo XX era dominio de personas y familias ricas. Los Vanderbilt, los Whitney, los Rockefeller y los Warburg fueron inversores notables en empresas privadas en la primera mitad del siglo. En 1938, Laurance S. Rockefeller ayudó a financiar la creación tanto de Eastern Air Lines como de Douglas Aircraft y la familia Rockefeller tenía amplia participación en una variedad de empresas. Eric M. Warburg fundó E. M. Warburg & Co. en 1938, que se convertiría en Warburg Pincus, con inversiones en adquisiciones apalancadas y capital de riesgo.

## Orígenes del capital privado moderno
No fue sino hasta después de la Segunda Guerra Mundial que aquello que hoy está considerado hoy como inversiones de capital privadas empezaron a aparecer, signadas por la fundación de las dos primeras empresas de capital de riesgo en 1946: American Research and Development Corporation (ARDC) y J.H. Whitney & Company.
ARDC fue fundada por Georges Doriot, el "padre de capitalismo de riegso" (anteriormente decano de la Escuela de Negocios de Harvard), con Ralph Flanders y Karl Compton (anteriormente presidente anterior del MIT), para alentar inversiones del sector privado en los negocios administrados por soldados que regresaban de la Segunda Guerra Mundial. La importancia de ARDC es principalmente que fue la primera inversora institucional de capital privado que colectó fondos de otras fuentes que las familias ricas. ARDC amerita haber haber protagonizado el primer caso importante de éxito de capital de riesgo cuando en 1957 invirtió 70.000 dólares en  la Empresa de Equipamiento Digital (DEC), que sería valuado en más de 355 millones de dólares después de la oferta pública inicial de la compañía en 1968 (representando un retorno de más de 500 veces su inversión inicial y una tasa de retorno anualizada de 101%. Antiguos empleados de ARDC luego fundarían varias prominentes empresas de capitales de riesgo como Greylock Asociadoss (fundada en 1965 por Charlie Waite y Bill Elfers) y Morgan, Holland Inversiones, el predecesor de Flagship Inversiones (fundada en 1982 por James Morgan). ARDC Continuó invirtiendo hasta 1971, con la jubilación de Doriot. En 1972, Doriot fusionó ARDC con Textron después de haber invertido en más de 150 compañías.
J. H. Whitney & Compañía fue fundada por John Heno Whitney y su socio Benno Schmidt. Whitney había estado invirtiendo desde la década de 1930, fundando Pioneer Picture en 1933 y adquiriendo un 15% de Technicolor con su primo Cornelius Vanderbilt Whitney. Por lejos, la inversión más conocida de Whitney fue la Empresa de Comidas de la Florida. La compañía, habiendo desarrollado un método innovador para ofrecer nutrición a los soldados americanos, más tarde llegó a ser conocida como jugo de naranja Minute Maid y fue vendida a Coca-Cola en 1960. J. H. Whitney & Compañía siguió haciendo inversiones en transacciones apalancadas y colectó 750 millones de dólares para su sexto fondo institucional privedoprivada en 2005.
Antes de la Segunda Guerra Mundial, las inversiones de capital de riesgo (originalmente conocidas como "capital de desarrollo") eran principalmente limitadas al ámbito de las familias y los individuos ricos. Uno de los primeros pasos hacia una industria de capital de riesgo administrada profesionalmente fue la aprobación del Acta de Inversión de Pequeños Negocios de 1958. El acta de 1958 permitió oficialmente a la Agencia Federal de Pequeños Negocios (SBA) autorizar "Compañías de Inversión de Pequeños Negocios" (SBICs) para ayudar a la financiación y administración de las compañías de pequeños emprendedores en los Estados Unidos. La aprobación del Acta encauzó las preocupaciones recogidas en un informe de la Junta de la Reserva Federal enviado al Congreso que concluía que había un vacío importante entre los mercados de capitales para financiar mercados de largo plazo y aquellos orientados al crecimiento de negocios pequeños. Además, se suponía que el fomento a los emprendedores espolearía avances tecnológicos para competir contra la Unión soviética. Facilitando el flujo de capital a través de la economía hacia las preocupaciones de los pequeños pioneros para estimular la economía de los EE. UU. era y todavía es el objetivo principal del Programa SBIC. El Acta de 1958 proveyó a las empresas de capital de riesgo, ya sea estructuradas como SBICs o como Empresa de Inversión en Pequeños Negoci0s (MESBICs), el acceso a fondos federales que podrían ser apalancados en una proporción de hasta 4:1 en comparación con fondos de inversión privados. El éxito de los esfuerzos Agencia Federal de Pequeños Negocios se ve principalmente en el grupo de inversores profesionales de capital privado que el programa desarrolló  limitando las regulaciones rígidas en el rol de las SBICs. En 2005, el SBA redujo significativamente redujo su programa SBIC, aun así las SBICs continúan haciendo inversiones de fondos privados.

## Capital de riesgo temprano y el crecimiento de Silicon Valley (1959 - 1981)

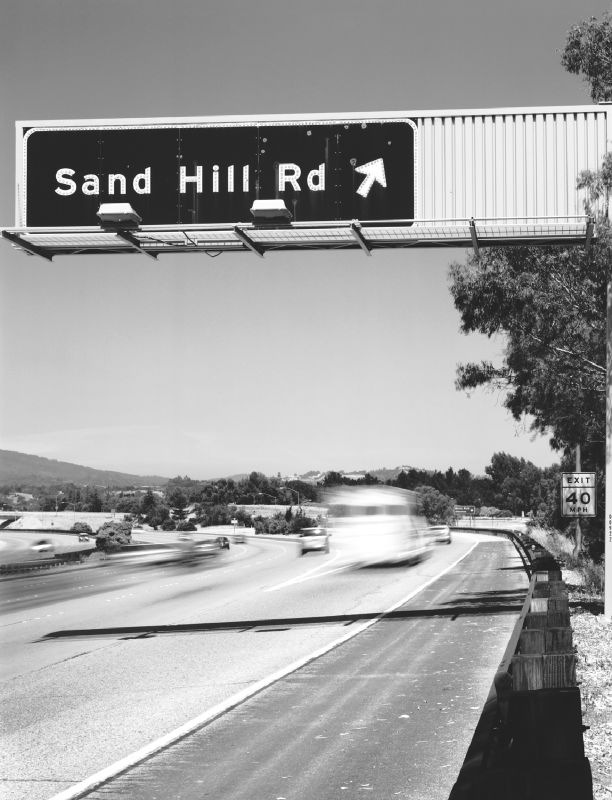
Una salida de autopista que dirige a Sand Hill Road en Menlo Park, California, donde están basadas muchas empresas de capital de riesgo de Bay Area.

Durante las décadas de 1960 y 1970, las empresas de capital de riesgo centraron su actividad de inversión principalmente en compañías que estaban arrancando o expandiéndose. Frecuentemente estas compañías explotaban innovaciones en electrónica, medicina o tecnología de procesamiento de datos. Como resultado, el capital de riesgo devino casi sinónimo de financiamiento de tecnología.
Se señala usualmente que la primera empresa respaldada por capital de riesgo fue Fairchild Semiconductor (que produjo el primer circuito integrado comercializable), fundada en 1959 por lo que más tarde sería Venrock Associates. Por su parte Venrock fue fundada en 1969 por Laurance S. Rockefeller, el cuarto de los seis hijos de John D. Rockefeller, como una manera de permitir a los otros hijos de Rockefeller aventurarse a inversiones de capital de riesgo.
Fue también en la década de 1960 que emergió la forma normal del fondo de capitales privado, en uso todavía hoy. Empresas de capital privado organizaron sociedades limitadas para sostener las inversiones en las cuales los inversores profesionales sirvieron como socio general y los inversores, que eran socios pasivos, contribuían con el capital. La estructura de compensación, todavía en uso, emergió también con socios limitados pagando un coste de administración anual de 1-2% y un beneficio devengado típicamente representando hasta 20% de los beneficios de la sociedad.
Una empresa de inversión de la Costa Oeste fue Draper y Johnson Compañía de Inversión, formado en 1962 por William Henry Draper III y Franklin P. Johnson Jr. En 1964 Bill Draper y Paul Wythes fundaron Sutter Hill Inversiones, y Pitch Johnson formó Asset Management Company.
El crecimiento de la industria del capital de riesgo estuvo alimentada por la aparición de las empresas de inversión independientes en la calle Sand Hill, empezando con Kleiner, Perkins, Caufield & Byers y Sequoia Capital en 1972. Localizada, en Menlo Park, CA, Kleiner Perkins, Secuoya y otros más tardíos tendrían acceso a las industrias de tecnología que surgieron en el área. Para comienzos de 1970s,  había muchas compañías de semiconductores basadas en el Valle de Santa Clara así como empresas nacientes de ordenadores que utilizaron sus compañías de  dispositivos y programación. Durante los 1970s, un grupo de empresas de capital privado, centrados principalmente capitales de riesgo, fundadaron lo  que devendría el modelo más tardío de adquisiciones apalancadas y fondos de inversión en capital de riesgo. En 1973, con el número de empresas capitales de riesgo creciendo, sus líderes formaron la Asociación Nacional de Capital de Riesgo (NVCA). El NVCA era para servir como una cámara de comercio de la industria para la industria de capital de riesgo. Las empresas de capital de riesgo padecieron un retroceso provisional en 1974, cuándo el mercado de valores entró en crisis y los inversores eran naturalmente cautos de esta clase nueva de fondo de inversión. No fue hasta 1978 que capital de riesgo experimentó su primer año importante, cuando la industria levantó aproximadamente $750 millones en inversiones. Durante este periodo, el número de empresas de capital de riesgo también aumentaron. Entre las empresas que se fundaron en este periodo, además de Kleiner Perkins y Secuoia, que continúan invirtiendo activamente son:
- TA Associates, una firma de capital de riesgo (y más tarde también compras apalancadas), originalmente parte de la firma de corretaje  Tucker Anthony, fundada en 1968;
- Mayfield Fund, fundada por un capitalista de riesgo pionero de Silicon Valley Tommy Davis en 1969;
- Apax Partners, el primer predecesor de la firma de riesgo Patricof & Co. fue fundada en 1969 y posteriormente se fusionó con Multinational Management Group (fundada en 1972) y más tarde con Saunders Karp y Megrue (fundada en 1989);
- Menlo Ventures, cofundada por H. DuBose Montgomery en 1976;
- New Enterprise Associates fundada por Chuck Newhall, Frank Bonsal y Dick Kramlich en 1978;
- Oak Investment Partners fundada en 1978; y
- Sevin Rosen Funds fundada por L. J. Sevin y Ben Rosen en 1980.

El Capital de riesgo jugó una función instrumental en el desarrollo muchas de las compañías de tecnología importantes de los 1980s. Algunos de las más notables inversiones de capital de riesgo estuvieron hechas en empresas como:
- Tandem Computers, un fabricante pionero de sistemas de ordenador, fundado en 1975 por Jimmy Treybig con financiacion de Kleiner, Perkins, Caufield & Byers.[9]
- Genentech Una compañía de biotecnología, fundada en 1976 con capital de riesgo de Robert Un. Swanson.[10][11]

- Apple Inc., un diseñador y fabricante de electrónica del consumidor, incluyendo el  ordenador Macintosh y en años más tardíos el iPod, fundada en 1978. En diciembre de 1980, Apple fue pública. Su oferta de 4.6 millones de acciones en $22 cada se vendió en unos minutos. Una segunda oferta de 2.6 millones de acciones fue también rápidamente vendida en mayo de 1981.[12]
- Electronic Arts, un distribuidor del computadores y videojuegos hallados en mayo de 1982 por Trip Hawkins con una inversión personal estimada de  $200,000. Siete meses más tarde en diciembre de 1982, Hawkins consiguió $2 millones de capital de riesgo de Secuoia Capital, Kleiner, Perkins y Sevin Rosen Funds.[13]
- Compaq, 1982, fabricante de Ordenadores. En 1982, la empresa de capitales de riesgo Sevin Rosen financia proporcionado $2.5 millones para el startup de Compaq, el cual finalmente crecería a ser uno de los fabricantes de ordenadores personales más grandes antes de fusionarse con Hewlett Packard en 2002.[14]
- Federal Express, capitalistas de riesgo invirtieron $80 millones para ayudar al fundador Frederick W. Smith adquiriera su primer avión Dassault Falcon 20.[15]
- LSI Corporation estuvo financiada en 1981 con $6 millones de capitalistas de riesgo que incluyeron Secuoia Capital y Menlo Ventures. Una segunda ronda de financiación para un adicional $16 millones estuvo completado en marzo de 1982. La empresa fue a oferta pública el 13 de mayo de 1983, consiguiendo $153 millones, el IPO de tecnología más grande hasta aquel punto.

## Historia temprana de Adquisiciones Apalancadas (1955-1981)

### McLean Industries y compañías de holding público
Aunque no es estrictamente de capital privado, y ciertamente no se etiquetó así en ese momento, la primera compra apalancada puede haber sido la compra por Malcolm McLean de McLean Industries, Inc. de Pan-Atlantic Steamship Company en enero de 1955 y Waterman Steamship Corporation en mayo de 1955. Bajo los términos del contrato, McLean pidió prestados $42 millones y recaudó 7 7 millones adicionales a través de una emisión de acciones preferentes. Cuando se cerró el acuerdo, se utilizaron $20 millones en efectivo y activos de Waterman para retirar $20 millones de la deuda del préstamo. Los Junta de directores elegida de Waterman luego votó a favor de pagar un dividendo de 25 millones de dólares a McLean Industries.
De manera similar al enfoque empleado en la transacción McLean, el uso de compañías que cotizan en bolsa  como vehículos de inversión para adquirir carteras de activos corporativos se convertirían en una nueva tendencia en la década de 1960 popularizada por personas como Warren Buffett (Berkshire Hathaway) y Victor Posner (Corporación DWG) y posteriormente adoptado por Nelson Peltz (Triarc), Saul Steinberg (Reliance Insurance) y Gerry Schwartz (Corporación Onex). Estos vehículos de inversión utilizarían varias de las mismas tácticas y se dirigirían al mismo tipo de empresas que las compras apalancadas más tradicionales y, en muchos sentidos, podrían considerarse precursores de las empresas de capital privado modernas. De hecho, es a Posner a quien a menudo se le atribuye la acuñación del término "compra apalancada" o "LBO".
Posner, que había hecho una fortuna en inversiones inmobiliarias en las décadas de 1930 y 1940, adquirió una participación importante en Corporación DWG en 1966. Una vez que obtuvo el control de la empresa, la utilizó como vehículo de inversión que podía ejecutar adquisiciones de otras empresas. Posner y DWG son quizás más conocidos por la adquisición hostil de Sharon Steel Corporation en 1969, una de las primeras adquisiciones de este tipo en los Estados Unidos. Las inversiones de Posner solían estar motivadas por valuaciones, balances y características de flujo de caja atractivos. Debido a su alta carga de deuda, el DWG de Posner generaría rendimientos atractivos pero altamente volátiles y, en última instancia, llevaría a la empresa a dificultades financieras. En 1987, Sharon Steel buscó Capítulo 11 protección de bancarrota.
Warren Buffett, que se describe típicamente como un inversor del mercado de valores  en lugar de un inversor de capital privado, empleó muchas de las mismas técnicas en la creación de su conglomerado Berkshire Hathaway que Posner  y su Corporación DWG y en años posteriores por inversores de capital privado más tradicionales. En 1965, con el apoyo del consejo de administración, Buffett asumió el control de Berkshire Hathaway. En el momento de la inversión de Buffett, Berkshire Hathaway era una empresa textil, sin embargo, Buffett utilizó a Berkshire Hathaway como vehículo de inversión para realizar adquisiciones e inversiones minoritarias en docenas de seguros y reaseguro industria (GEICO) y empresas variadas que incluyen: Tarjeta American Express, The Buffalo News, Coca-Cola Company, Fruit of the Loom, Nebraska Furniture Mart y See's Candies. El enfoque de Buffet en inversión de valor  y el enfoque en las ganancias y los flujos de efectivo son característicos de los inversores de capital privado posteriores. Buffett se distinguiría en relación con los practicantes de compras apalancadas más tradicionales a través de su renuencia a usar apalancamiento y técnicas hostiles en sus inversiones.

### Los pioneros del capital privado
La adquisición de Lewis Cullman de Orkin Exterminating Company en 1964 se encuentra entre las primeras transacciones de compra apalancadas significativas. Sin embargo, la industria que hoy se describe como capital privado fue concebida por varios financistas, que incluyen Jerome Kohlberg Jr. y más tarde su protegido, Henry Kravis. Trabajando para Bear Stearns en ese momento, Kohlberg y Kravis junto con el primo de Kravis George Roberts comenzaron una serie de lo que describieron como inversiones "bootstrap" (iniciales). Se dirigieron a empresas familiares, muchas de las cuales se habían fundado en los años siguientes  a la Segunda Guerra Mundial y en las décadas de 1960 y 1970 se enfrentaban a problemas de sucesión. Muchas de estas empresas carecían de una salida viable o atractiva para sus fundadores, ya que eran demasiado pequeñas para salir a bolsa y los fundadores eran reacios a venderse a los competidores, haciendo una venta a un comprador financiero potencialmente atractivo. En los años siguientes, los tres banqueros de Bear Stearns completarían una serie de adquisiciones que incluían Stern Metals (1965), Incom (una división de Rockwood International, 1971), Cobblers Industries (1971) y Boren Clay (1973), así como Thompson Wire, Eagle Motors y Barrows a través de su inversión en Stern Metals. Aunque tuvieron una serie de inversiones de gran éxito, la inversión de 27 millones en Cobblers terminó en bancarrota.
En 1976, las tensiones se habían acumulado entre Bear Stearns y Kohlberg, Kravis y Roberts, lo que llevó a su partida y la formación de Kohlberg Kravis Roberts en ese año. En particular, el ejecutivo de Bear Stearns Cy Lewis había rechazado repetidas propuestas para formar un fondo de inversión dedicado dentro de Bear Stearns y Lewis se opuso a la cantidad de tiempo dedicado a actividades externas. Los primeros inversores incluyeron a la familia Hillman. En 1978, con la revisión de las regulaciones ERISA, el naciente KKR logró recaudar su primer fondo institucional con aproximadamente $30 millones en compromisos de inversionistas.
Mientras tanto, en 1974, Thomas H. Lee fundó una nueva firma de inversión para centrarse en la adquisición de empresas a través de transacciones de compra apalancadas, una de las primeras firmas de capital privado independientes en centrarse en compras apalancadas de empresas más maduras en lugar de inversiones de capital de riesgo en empresas en crecimiento. La firma de Lee, Thomas H. Lee Partners, aunque inicialmente generó menos fanfarria que otros participantes en la década de 1980, emergería como uno de los las mayores firmas de capital privado a nivel mundial a finales de la década de 1990.
La segunda mitad de la década de 1970 y los primeros años de la década de 1980 vieron el surgimiento de varias firmas de capital privado que sobrevivirían a través de los diversos ciclos, tanto en compras apalancadas como en capital de riesgo. Entre las firmas fundadas durante estos años se encuentran:
- Cinven, una empresa de adquisiciones europea, fundada en 1977;
- Forstmann Little y Company una de las mayores firmas de capital privado hasta finales de la década de 1990, fundada en 1978 por Ted Forstmann, Nick Forstmann y Brian Little;
- Clayton, Dubilier y Rice fundada como Clayton & Dubilier en 1978;
- Welsh, Carson, Anderson y Stowe fundada por Pat Welsh, Russ Carson, Bruce Anderson y Richard Stowe en 1979;
- Candover, una de las primeras empresas de adquisiciones europeas, fundada en 1980; y
- RCGT y Thoma Cressey (Golder Thoma & Cressey, más tarde Golder Thoma Cressey & Rauner) fundada en 1980 por Stanley Golder, que construyó el programa de capital privado en First Chicago Corpque respaldó Federal Express.[26]

Adquisiciones por parte de la dirección también surgieron a fines de la década de 1970 y principios de la de 1980. Una de las primeras transacciones de compra por parte del management más notables fue la adquisición de Harley-Davidson. Un grupo de gerentes de Harley-Davidson, el fabricante de motocicletas, compró la compañía a AMF en una compra apalancada en 1981, pero acumuló grandes pérdidas al año siguiente y tuvo que pedir protección a los competidores japoneses.

### Los cambios regulatorios y fiscales impactan el auge
El advenimiento del auge de las compras apalancadas en la década de 1980 se vio respaldado por tres importantes eventos legales y regulatorios:
- Fracaso del plan fiscal Carter de 1977 - En su primer año en el cargo, Jimmy Carter propuso una revisión del sistema de impuestos corporativos que, entre otros resultados, habría reducido la disparidad en el tratamiento de los intereses pagados a los tenedores de bonos y los dividendos pagados a los accionistas. Las propuestas de Carter no lograron el apoyo de la comunidad empresarial ni del Congreso y no se promulgaron. Debido al diferente tratamiento fiscal, el uso del apalancamiento para reducir los impuestos era popular entre los inversores de capital privado y se volvería cada vez más popular con la reducción de la tasa del impuesto sobre las ganancias de capital.[27]
- Employee Retirement Income Security Act de 1974 (ERISA) - Con la aprobación de ERISA en 1974, se prohibió a los fondos de pensiones corporativos mantener ciertas inversiones riesgosas, incluidas muchas inversiones en empresas privadas. En 1975, la recaudación de fondos para inversiones de capital privado se desplomó, según el Venture Capital Institute, totalizando solo $10 millones durante el transcurso del año. En 1978, el Departamento de Trabajo de los Estados Unidos relajó algunas de las restricciones de ERISA, bajo la "regla del hombre prudente",[28] permitiendo así que los fondos de pensiones corporativos inviertan en capital privado, lo que resultó en una fuente importante de capital disponible para invertir en capital de riesgo y otro capital privado. Time informó en 1978 que la recaudación de fondos había aumentado de $39 millones en 1977 a 5 570 millones solo un año después.[29] Además, muchos de estos mismos inversores de pensiones corporativas se convertirían en compradores activos de la bonos de alto rendimiento (o bonos basura) que fueron necesarios para completar transacciones de compra apalancadas.
- Ley de Impuestos de Recuperación Económica de 1981 (ERTA) - El 15 de agosto de 1981, Ronald Reagan firmó el proyecto de ley Kemp-Roth, oficialmente conocido como la Ley de Impuestos de Recuperación Económica de 1981, que reduce la tasa impositiva máxima sobre las ganancias de capital del 28 al 20 por ciento y hace que las inversiones de alto riesgo sean aún más atractivas.

En los años que seguirían a estos eventos, el capital privado experimentaría su primer gran auge, adquiriendo algunas de las marcas famosas y las principales potencias industriales de los negocios estadounidenses.

## La primera equidad privada boom (1982 a 1993)
La década de 1980 está quizás más estrechamente asociada con la compra apalancada que cualquier década anterior o posterior. Por primera vez, el público se dio cuenta de la capacidad del capital privado para afectar a las principales empresas y los "asaltantes corporativos" y las "adquisiciones hostiles" entraron en la conciencia pública. La década vería uno de los mayores auges en el capital privado que culminaría en la compra apalancada de 1989 de RJR Nabisco, que reinaría como la mayor transacción de compra apalancada durante casi 17 años. En 1980, la industria de capital privado recaudaría aproximadamente $2.4 mil millones de compromisos anuales de los inversores y, para fines de la década, en 1989, esa cifra se situó en $21.9 mil millones, lo que marca el tremendo crecimiento experimentado.